# Bake Off Kenia
The Great Kenyan Bake Off es la versión keniata del programa The Great British Bake Off. es presentado por June Gachui y Nick Ndeda y sus jueces son Kiran Jethua y Myra Kivuvani Ndungu.

## Primera temporada

### Participantes
| Participante            | Participante | Edad                     | Profesión     | Resultado |
| ----------------------- | ------------ | ------------------------ | ------------- | --------- |
| Rosemary Akoth Ligondo  | 34 años      | Nutricionista            | Ganadora      |           |
| Adeline Prima Serrao    | 27 años      | Ama de casa              | 2da finalista |           |
| Samira Ali              | 44 años      | Vendedora ambulante      | 3er puesto    |           |
| Jamil Walji             | 32 años      | Artista plástico         | Semifinalista |           |
| Alice Adhiambo Brusnaes | 22 años      | Estudiante               | 8º Eliminada  |           |
| Faith Wangui Chege      | 35 años      | Diseñadora de interiores | 7º Eliminada  |           |
| Philip Kombo            | 34 años      | Cantante                 | 6º Eliminado  |           |
| David Wambunya          | 18 años      | Estudiante               | 5º Eliminado  |           |
| Charity Kahuki          | 23 años      | Estudiante               | 4º Eliminada  |           |
| Loise Awuor             | 43 años      | Nutricionista            | 3º Eliminada  |           |
| Nobella Nyarari Ejiofor | 24 años      | Estudiante               | 2º Eliminada  |           |
| Kavini Vaghjiani        | 55 años      | Ama de casa              | 1º Eliminada  |           |

- Datos: Q98124039